# Kleinbach (Förmitz)
Der Kleinbach ist ein etwas über zwei Kilometer langer Bach im nordostbayerischen Landkreis Hof, der an der Lohmühle der Gemeinde Weißdorf von rechts und Südosten in die obere Förmitz mündet.

## Geographie

### Verlauf
Der Kleinbach entspringt zwei Quellen wenig östlich der St 2176 Kirchenlamitz-Weißdorf, kurz nachdem diese den Sattel zwischen dem Bergkopf im Südwesten und dem näheren Schindelberg im Osten auf dem bewaldeten Bergrücken an der Nordostseite des Fichtelgebirges überquert. Die höhere der beiden Quellen liegt auf etwa 698 m ü. NHN. Nachdem sich nach weniger als 200 Metern die beiden Abflüsse vereint haben, fließt der Kleinbach in generell nordwestlicher Richtung bis zu seiner Mündung, anfangs etwas mehr nordwärts, später etwas mehr westwärts.
Gleich nach der Vereinigung der Quelläste wechselt der Bach für über ein Drittel seines Laufs ins Stadtgebiet von Schwarzenbach an der Saale über. Wo er die Gemeindegrenze von Weißdorf wieder erreicht, fließt ihm von links ein etwa halbkilometerlanger Seitenbach zu, der nahe seiner Mündung von der Meierhofquelle gespeist wird. Anschließend ist er für etwa 300 Meter Grenzbach zwischen Schwarzenbach und Weißdorf.
Die Tiefenlinie seiner Talmulde nach links verlassend, fließt er wieder auf Weißdorfer Grund und nimmt von links zwei wenige hundert Meter lange Hanggerinne auf. Er grenzt  an Wiesen und an kleine Waldstücke. Schließlich mündet er auf etwa 558 m ü. NHN an der Lohmühle von rechts in die obere Förmitz.
Der Kleinbach mündet nach einem etwa 2,2 km langen Verlauf mit ca. 64 ‰ mittlerem Sohlgefälle rund 140 Höhenmeter unterhalb seiner höchsten Quelle.

### Einzugsgebiet
Das Einzugsgebiet des Kleinbachs ist etwa 1,7 km² groß und liegt im Übergangsbereich zwischen dem Fichtelgebirge im Südosten und der Münchberger Hochfläche im Nordwesten. Am höchsten ist es mit 737 m ü. NHN auf dem Schindelberg mit ca. 765 m ü. NHN auf einem Nordostausläufer des  Bergkopfs, die beide auf der südöstlichen Wasserscheide liegen auf der Höhenlinie des letzten Fichtelgebirgsrückens. Es ist zu über 90 % bewaldet, völlig unbesiedelt und liegt im Grenzbereich der Gemeinde Weißdorf zur Stadt Schwarzenbach an der Saale.
Nachbargewässer sind im Westen ein am Neuwiesenbrunnen einsetzender Bach, der wenig oberhalb der Lohmühle in die Förmitz mündet, im Nordosten ein am Kälberbrunnen entspringender Bach, der unterhalb der Lohmühle und jenseits der Stadtgrenze kurz vor dem Schwarzenbacher Dorf Förmitz die Förmitz erreicht. Jenseits der Bergrückens im Südosten liegt das Quellgebiet eines Zuflusses der oberen Lamitz, die unterhalb der Förmitz in die Saale entwässert.